# Paula Quintana
Paula Ximena Quintana Meléndez (Valparaíso, 26 de junio de 1965 - Valparaíso, 6 de enero de 2023) fue una socióloga y doctora en estudios urbanos, académica y política chilena. Entre 2008 y 2010 fue ministra de Planificación del primer gobierno de la presidenta Michelle Bachelet. Posteriormente, entre 2012 y 2016, se desempeñó como concejala por la comuna de Valparaíso.

## Familia y carrera profesional
Nació en la comuna chilena de Valparaíso el 26 de junio de 1965, hija de Hernán Quintana Sepúlveda y Patricia Meléndez Alvarado. Cursó la carrera de sociología en la Universidad de Chile, en Santiago, y con posterioridad alcanzó el grado de magíster en gestión y políticas públicas en la misma casa de estudios. Posteriormente, efectuó un doctorado en arquitectura y estudios urbanos en la Pontificia Universidad Católica de Chile (PUC), con la investigación sobre la "Producción del Espacio del Borde Costero de Valparaíso: relaciones entre actores ciudad/puerto (2009-2018)".
En el área privada fue directora de la consultora Análisis, Planificación y Desarrollo y trabajó como profesional de investigación de la Casa de la Mujer de Valparaíso y del proyecto Joven Valparaíso y Viña del Mar. Por otra parte, fue profesora de sociología en Valparaíso y directora del Programa de Asuntos de Interés Público de la Universidad de Valparaíso.
Se casó con Alvaro Riffo Ramos (1986) con el cual tuvo dos hijos: Natalia, Camilo. Luego fue pareja de Arturo Pérez Verde Ramo, con quien tuvo una hija: Emiliana.
Paula Quintana falleció el 6 de enero de 2023, a los 57 años, tras una larga lucha contra el cáncer.

## Carrera política
Durante los años 1980 fue militante del Movimiento de Izquierda Revolucionaria (MIR) y luego pasó a formar las filas del Partido Socialista (PS). Se desempeñó como subdirectora del Consejo Nacional de la Cultura y las Artes, secretaria regional ministerial (Seremi) de Bienes Nacionales y jefa del Departamento de Desarrollo Regional del Gobierno Regional de Valparaíso, durante la administración del presidente Ricardo Lagos.
El 8 de enero de 2008, fue nombrada como ministra de Planificación, en el marco del primer gobierno de la presidenta Michelle Bachelet, siendo la quinta mujer en la titularidad de la cartera. Dejó el puesto con el fin de la administración, el 11 de marzo de 2010.
A comienzos de 2012 fue derrotada en una elección primaria para elegir el candidato a alcalde por Valparaíso de la coalición de izquierdas Concertación en las elecciones municipales de ese año. Tras ello, fue candidata para concejala por la misma ciudad, siendo elegida con la segunda mayoría comunal por el periodo 2012-2016.
En 2016 anunció que no se repostularía como concejala, y en octubre de ese año, renunció a su militancia en el PS, y decidió apoyar al candidato a alcalde de Valparaíso Jorge Sharp, quien resultaría finalmente electo por el periodo 2016-2020.

## Historial electoral

### Elecciones municipales de 2012
- Elecciones municipales de 2012, para el Concejo Municipal de Valparaíso.[10]

(Se consideran solamente los candidatos electos, de un total de 58)
| Candidato                    | Pacto                    | Partido | Votos | %    | Resultado |
| ---------------------------- | ------------------------ | ------- | ----- | ---- | --------- |
| Alberto Neumann Lagos        | Por un Chile Justo       | PC      | 4170  | 4,99 | Concejal  |
| Zuliana Araya Gutiérrez      | Por un Chile Justo       | PPD     | 3567  | 4,27 | Concejala |
| Eugenio Trincado Suárez      | Concertación Democrática | PDC     | 6624  | 7,92 | Concejal  |
| Marina Huerta Rosales        | Concertación Democrática | PDC     | 3258  | 3,90 | Concejala |
| Marcelo Barraza Vivar        | Concertación Democrática | PDC     | 3986  | 4,77 | Concejal  |
| Paula Quintana Meléndez      | Concertación Democrática | PS      | 6762  | 8,09 | Concejala |
| Carlos Bannen González       | Coalición                | UDI     | 7805  | 9,33 | Concejal  |
| Luis Soto Ramírez            | Coalición                | UDI     | 5110  | 6,11 | Concejal  |
| Eugenio José González Bernal | Coalición                | Indep.  | 5568  | 6,66 | Concejal  |
| Ruth Cáceres Cortés          | Coalición                | RN      | 2134  | 2,55 | Concejala |